# Rafael Stahl

Rafael Stahl

Rafael Stahl (* 25. Oktober 1845 in Bieringen; † 26. Dezember 1899 in Stuttgart) war ein deutscher Erfinder und Unternehmer sowie Gründer des heute international tätigen Unternehmens  R. Stahl.

## Leben
Er war mit Katharina Stahl († 1907) verheiratet, aus dieser Ehe gingen die Söhne Rafael Stahl, Karl und Hugo Stahl hervor, die ab 1907 als Teilhaber das Familienunternehmen weiterführten. 
Im Jahre 1884 meldete Stahl eine Mailleuse für Rundwirkstühle zum Patent an, ein Jahr später folgte ein Patent auf einen Rundwirkstuhl für Kettenkulierwaren.